# Carl Ritter
Carl Ritter (Quedlinburg, 7. kolovoza 1779. – Berlin, 28. rujna 1859.) bio je njemački geograf.
Carl Ritter je uz sunarodnjaka Nijemca Alexandera von Humboldta jedan od osnivača suvremene geografije (i Berlinskog geografskog društva). Od 1820. do svoje smrti bio je predstojnik katedre za geografiju na Sveučilištu u Berlinu.
Ritter je bio jedno od šestero djece, sin uglednog liječnika F.W. Rittera. U drugoj godini umire mu otac pa se upisuje na Schnepfenthal institut, školu usredotočenu na proučavanje prirode (očigledno pod utjecajem Rousseauovih rukopisa o obrazovanju djece). To iskustvo utjecat će na Rittera kroz čitav život ostavljajući zanimanje za nove načine obrazovanja, uključujući i načine Johanna Pestalozzija. Zapravo su mnogi Ritterovi rukopisi utemeljeni na tri Pestalozzijeva stupnja u učenju: stjecanje gradiva, općenita usporedba gradiva i izgradnja sveobuhvatnog sustava. 
Nakon završetka vlastitog školovanja Ritter se upoznao s Bethmannom Hollwegom, bankarom iz Frankfurta. Dogovoreno je da bi Ritter trebao postati tutor Hollwegovoj djeci, ali da bi u međuvremenu trebao pohađati sveučilište na račun svojega zaštitnika. Svoje tutorske dužnosti započele su 1798., a nastavile su se sljedećih 15 godina. Između 1814. i 1819. godine, još uvijek boraveći u Göttingenu kako bi pazio svoje učenike, isključivo je započeo proučavati geografiju.
Godine 1819. postao je profesor povijesti na Sveučilištu u Frankfurtu, a 1820. izvanredni profesor povijesti na Sveučilištu u Berlinu. Također je predavao na obližnjem vojnom koledžu.
Ritter je svoje remek-djelo Die Erdkunde im Verhältnis zur Natur und zur Geschichte des Menschen (Znanost o Zemlji u odnosu na prirodu i povijest čovječanstva) u 19 svezaka napisao u razdoblju od 1817. – 1859. Djelo obrađuje u izvanrednoj duljini temu utjecaja prirodne okoline na ljudsku aktivnost. Unatoč svojoj duljini djelo je ostavljeno nedovršenim u vrijeme Ritterove smrti pokrivajući samo Aziju i Afriku.
Ritterov utjecaj na geografiju bio je posebno značajan zbog stvaranja nove predodžbe samog predmeta. Po njegovom shvaćanju "geografija je vrsta fiziologije i komparativne anatomije Zemlje: rijeke, planine, ledenjaci itd. bili su toliko različiti organi, svaki sa svojim vlastitim odgovarajućim funkcijama; i kao što fizička građa čini čovjekov temelj karakterističan velikim dijelom tijekom njegova života, tako struktura svake zemlje čini najznačajniji element povijesnog napretka naroda."
Dakle, Ritterovi su rukopisi također uključivali i političku teoriju. Njegovo organsko shvaćanje države koristilo se za opravdavanje potrage za lebensraum, pa čak i pod cijenu opstanka drugog naroda, jer se osvajanje smatra biološkom potrebom za proširenjem države. Njegove ideje je prihvatio i proširio njemački geostrateg Friedrich Ratzel.